# Alphonse Henri d'Hautpoul
Alphonse Henri, hrabě z Hautpoul (4. ledna 1789 Versailles – 27. července 1865 Paříž) byl francouzský voják a politik. V letech 1849 až 1851 premiér Francie.
Vystudoval École spéciale militaire de Saint-Cyr. Jako poručík 59. pluku se zúčastnil Napoleonova německého tažení v roce 1806 a polského tažení v roce 1807. V roce 1808 byl poslán do Španělska, kde bojoval ve španělské válce za nezávislost až do roku 1812. Dne 22. července 1812 byl raněn a zajat v bitvě u Salamanky. Ze zajetí byl propuštěn v květnu 1814. Po Napoleonově návratu z Elby sloužil jako pobočník vévody z Angoulême. V říjnu 1815 byl povýšen na plukovníka a bylo mu svěřeno velení Legie Aude (4. řadový pluk). V roce 1823 byl povýšen na brigádního generála a bylo mu svěřeno velení 3. pěšího pluku královské gardy, se kterým se zúčastnil španělského tažení v roce 1823. V roce 1830 byl zvolen poslancem Národního shromáždění za Aude (znovuzvolen 1834 a 1849). V roce 1841 byl povýšen na generálporučíka a následující dva roky bojoval v Alžírsku. V roce 1848 byl uveden do šlechtického stavu. Roku 1849 byl jmenován ministrem války a předsedou vlády. Rezignoval po incidentech mezi Bonapartovými stoupenci a opozicí. V letech 1850 až 1851 byl generálním guvernérem Alžírska. Od roku 1852 až do smrti byl senátorem.